# Kopanica (rzeka)
Kopanica (Rów Polski) – rzeka, prawostronny dopływ Rowu Polskiego o długości 22,4 km i powierzchni zlewni 191,1 km².
Na początkowym odcinku jest rzeką graniczną pomiędzy powiatem leszczyńskim a górowskim. Wzmianka z 1528 roku odnotowuje bród o nazwie Faulbrig położony na Kopanicy 11 km na południe od Wschowy. Przez bród przechodzi droga z Niechlowa do Dryżyny.

## Najważniejsze miejscowości[1]
- Poniec
- Rydzyna
- Łęgoń